# Leonie Swann
Leonie Swann (urodzona w 1975 r. w Monachium) – pseudonim niemieckiej autorki kryminałów.

## Życiorys
Studiowała filozofię, psychologię i literaturę angielską w Monachium. Obecnie mieszka w Berlinie.
Jej pierwsza powieść Sprawiedliwość owiec w pół roku sprzedała się w nakładzie 120 tys. egzemplarzy, ponadto została już przetłumaczona na 20 języków, w tym także polski.
Niemiecka wytwórnia UFA Cinema zakupiła prawa do ekranizacji powieści Glennkill, na podstawie której ma powstać „rodzinny kryminał” w formie animacji 3D, wykonany w technice CGI.

## Nagrody
- 2006 Friedrich Glauser-Preis w kategorii „Debiut“ za powieść Sprawiedliwość owiec.

## Twórczość
- Sprawiedliwość owiec, (Glennkill. Ein Schafskrimi, 2005), tł. Jan Kraśko, wyd. Amber, Warszawa 2006, ISBN 978-83-241-2753-5
- Triumf owiec: Thriller... a zarazem komedia filozoficzna, (Garou: Ein Schaf-Thriller, 2010), tł. Maciej Nowak-Kreyer, wyd. Amber, Warszawa 2011, ISBN 978-83-241-3873-9
- Krocząc w ciemności, (Dunkelsprung. Vielleicht kein Märchen, 2014), tł. Agnieszka Walczy, wyd. Prószyński i S-ka, Warszawa 2016, ISBN 978-83-8069-252-7